# Reinhard Kleist
Reinhard Kleist (Hürth, 11 febbraio 1970) è un fumettista tedesco.

## Opere

### Fumetti
In Italia sono stati pubblicati:
- Cash - I see a darkness - (Cash - I see a darkness, 2006) (Black Velvet, 2007), ISBN 9788887827729
- Habana: un viaggio a Cuba - (Havanna, 2008) (Black Velvet, 2011), ISBN 9788896197387
- Castro - (Castro, 2010)  (Black Velvet, 2012), ISBN 978-88-96197-49-3
- Il pugile - (Der Boxer – Die wahre Geschichte des Hertzko Haft, 2011)  (BAO Publishing, 2014), ISBN 9788865432600
- Nick Cave - Mercy on me - (Nick Cave - Mercy on me, 2017) (BAO Publishing, 2017), ISBN 9788865439197